# Place de Flore
La place de Flore est une place de Paris située dans le 20e arrondissement.

## Situation et accès
La place de Flore est une voie publique située dans le 20e arrondissement de Paris. Elle est accessible par la villa Hortense-Dury-Vasselon au niveau du 292, rue de Belleville, ainsi que par la villa Gagliardini.

## Origine du nom

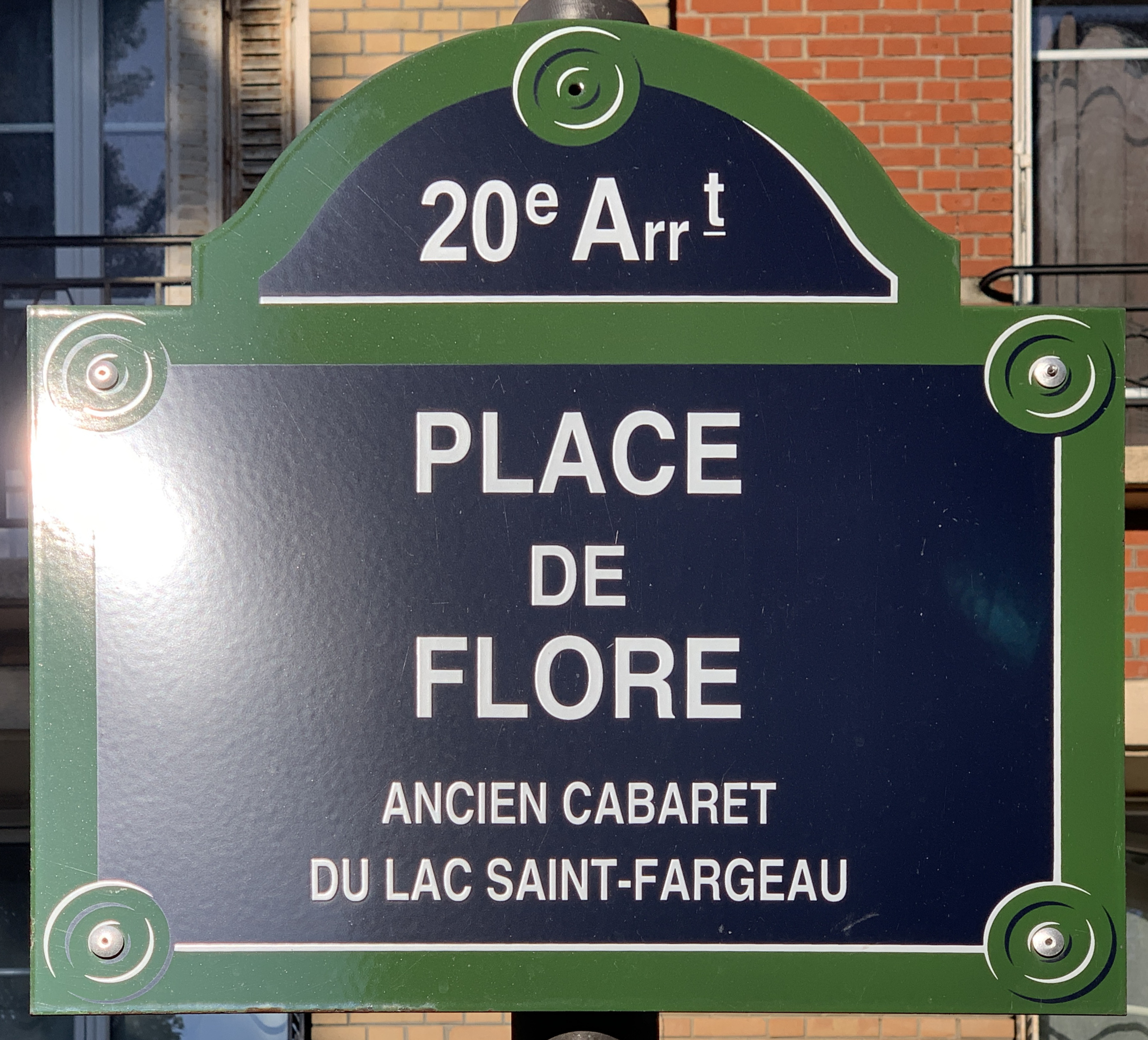
Plaque de la place.